# Renault Torino

Escut de la ciutat de Torí, en el qual està basat el logotip original del Renault Torino.

El Torino (després anomenat Renault Torino) és un automòbil que va ser fabricat a l'Argentina per IKA, Industrias Kaiser Argentina, entre el 1966 i el 1982, basat en un xassís de Rambler amb un motor Tornado de 3 o 3,8 litres.
La carrosseria va ser retocada per la casa italiana Pininfarina. El logotip del cotxe era un bou alçant-se en les seues potes darreres, molt semblant al Cavallino Rampante de Ferrari.
El Torino va tenir un èxit immediat al mercat argentí, i és considerat, fins i tot en l'actualitat, com el cotxe per antonomàsia del país. Existeixen nombrosos clubs d'usuaris i de fans d'aquest automòbil a l'Argentina.
El 1969 s'esdevé un moment molt important de la seua història: la participació en la cursa internacional anomenada les 84 hores de Nürburgring (Alemanya). No va guanyar-la per una infracció del reglament, però la seua actuació com el vehicle que més voltes va realitzar en aquell difícil traçat es considera una epopeia de l'automobilisme argentí.
L'any 1974, el Torino és equipat amb un nou motor anomenat "Torino", de malnom "7 bancadas", i que superava en alguns aspectes a l'anterior. El model més luxós de la línia, el descapotable "GS200", arribava als 215 HP (SAE) (cavall de potència (SAE)). Un altre distintiu del motor d'aquest model és que posseïa tres carburadors "Weber", una cosa molt poc habitual en el mercat argentí. El motor "7 bancadas" va ser equipat de sèrie amb els tres "Weber" en la versió GS de 215 HP fabricada fins al 1976, del qual se n'assemblaren tan sols 231 unitats. El Torino era considerat com un autèntic cotxe esportiu, fins i tot quan anava equipat amb l'antic motor Tornado.
El 1978, Renault va adquirir IKA i va rebatejar el Torino com a Renault Torino.
La producció del Torino va aturar-se el 1981 amb el model Torino ZX, després de prop de 100.000 unitats fabricades comptant totes les seues versions.